# Xã Cedar Falls, Quận Conway, Arkansas
Xã Cedar Falls (tiếng Anh: Cedar Falls Township) là một xã thuộc quận Conway, tiểu bang Arkansas, Hoa Kỳ. Năm 2010, dân số của xã này là 346 người.